# ファイティングEXレイヤー
『FIGHTING EX LAYER』（ファイティング イーエックス レイヤー）はアリカより2018年6月28日に配信されたPlayStation 4用ゲームソフト。略称は『FEXL』。
アリカが開発する対戦型格闘ゲーム『ストリートファイターEX』シリーズや『ファイティングレイヤー』の流れを組む作品。
2018年11月29日にタイトーのNESiCAxLive2にてアーケード版が発売、同年11月30日にはSteam版も発売された。

## 概要
アリカ開発のEXシリーズとしては、2000年のPlayStation 2版『ストリートファイターEX3』以来18年ぶりの新作となる。『EX3』までは『ストリートファイターシリーズ』として扱われたが、本作はアリカオリジナルキャラクターのみ（SNKのテリー・ボガードを除く）で展開され、タイトルや設定面においても『ストリートファイターシリーズ』に関わる要素がオミットされている。
2017年4月1日（エイプリルフール）に発表され、タイトル未定のまま『謎の格闘ゲーム（仮）』(The Mysterious Fighting Game (Title Still Undecided)) と呼ばれていた。
PS4のダウンロード版は価格帯の違う2バージョンが同時発売され、「ライト版」には12キャラクターと強氣が5デッキ、「通常版」には「ほくと」が追加されて13キャラクターとなり、強氣が15デッキ同梱されている。
2018年12月6日にPS4のパッケージ版が発売。2019年2月18日にダウンロード配信されている「通常版」の価格改定が実施され、PS4の「ライト版」の配信は終了した。
2021年2月21日に、Nintendo Switch版『FIGHTING EX LAYER -ANOTHER DASH-』（ファイティング イーエックス レイヤー -アナザー・ダッシュ-）が2021年内発売予定であることが発表され、その後、同年4月1日に発売された。オリジナル版とは別タイトル扱いとなり、システムにも変更が行われる。

## βテスト
2017年12月12日から12月末までPlayStation Plus加入者限定のβテストが実施される。βテストではオンライン対戦とプラクティスモードがプレイ可能。使用可能キャラクターはダラン、ガルダ、カイリ、シラセ、スカロマニア、アレンの6人。

## ゲームシステム
EXシリーズの流れを組み、方向キーと6ボタン（弱P、中P、強P、弱K、中K、強K）を使用する。必殺技やスーパーコンボのコマンド入力は前作と同様の伝統的な「クラシック」タイプ（神気発動なら下、右下、右＋P）か、方向キーとボタンの組み合わせのみで出せるシンプルな「プログレッシブ」タイプ（神気発動ならニュートラルから右+P）から選択可能。
ガード
方向キー左で上段ガード（立ち攻撃、しゃがみP攻撃、ジャンプ攻撃、ハードアタックを防ぐ）。方向キー左下で下段ガード（立ち攻撃、しゃがみ攻撃を防ぐ）。なお本作では上段ガードは下段ガードよりもカード時の硬直が短くなる。
投げ
相手の近くで弱Pと弱K同時押しで、相手のガードを無視して投げる。投げを受けるキャラクターが同じコマンドを入力していると投げ抜けになる。
ハードアタック
中Pと中K同時押しで発動。相手のしゃがみガードを崩す中段技。
ダッシュ、バックステップ
方向キーを右に2回連続でダッシュ、左に2回連続でバックステップ。素早く移動する。
イージーコンボ
ダッシュ中に弱Pボタン連打か弱Kボタン連打で発動。通常技から必殺技、スーパーコンボを自動で発動してくれる。
チェーンコンボ
弱、中、強の順に素早く攻撃ボタンを押すと通常技が連続で繰り出せるチェーンコンボになる。
受け身
ダウンする直前にPボタン。
スーパーコンボ
スーパーコンボゲージ（体力ゲージの下にある青いゲージ）を消費して強力な必殺技を出す。技の硬直中にコマンドが成立すると「スーパーキャンセル」となり技の硬直中にも発動できる。

### 強氣（ゴウギ）
本作より導入された新システム。戦闘中に特定の条件を満たすことで特殊な効果が発生するもの。ラウンドを跨いでも発動条件、効果は継続する。強氣はいくつか種類があり、試合前にデッキをあらかじめ選択しておく。画面下にアイコンが表示されており、条件を満たすと光り、発動する。強力な強氣ほど発動条件は厳しくなっている。βテストの段階では、「アグロ」、「ジャガーノート」、「シノビ」、「インフィニティ」、「ミラクル」の5種類のデッキから選択する形になっている。同じキャラクターでもデッキにより性能が変わる。
ランページ
1度のコンボで40以上のダメージを与えると発動。攻撃を継続すると攻撃力が上昇していく。
ハーデス
累計で10回ダウンすると発動。スーパーアーマー状態になる。
ガードブレイク
ハードアタックで相手に4回触ると発動。中P＋中K同時押しのハードアタックが稲妻のイフェクトを纏いガード不能の「ガードブレイク」になる。ガードブレイクはヒットすると相手がスタン状態になり、追撃可能。
ゴースト
6秒間相手に触られないと発動。ダッシュすると数秒間、透明化するようになる。ダメージは受けるので無敵になるわけではない。透明化は、技を出したり、敵の攻撃を受けたり、ガードすると解除される。
ガードキャンセル
相手の攻撃を累計30回ガードすると発動。ガードをキャンセルして必殺技とスーパーコンボを発動できるようになる。
オーバーロード
スーパーコンボゲージがMAXの状態を40秒間維持すると発動。他の強氣が全て発動する。

## 登場キャラクター
キャラクターの声優は「スカロマニア」、「ダラン・マイスター」、「ドクトリン・ダーク」の3キャラを除き過去作（ストEXシリーズ及びファイティングレイヤー）から一新されている。
カイリ (KAIRI)
声 - 呉圭崇
上半身裸で、長い白髪を結んだ隻眼の男性。七瀬の実兄で、訃の異父兄。記憶を失っており、強氣に惹かれ戦い続けている。彼から放たれる強者怨（つわもののおん）がハヤテの封念を破り、ガルダを復活させるに至ってしまった。
飛び道具の「神気発動」、対空技の「魔龍裂光」、連続蹴りの「魍魎渦旋」などの技を使う。
訃 (SHIRASE)
声 - 五十嵐由佳
白黒の長髪と紅く光る瞳を持つ女性格闘家。ほくとが覚醒した姿であり「訃（しらせ）」は彼女の幼名であり真名。カイリから放たれる強者怨を封じるため自ら血の封印を解き、カイリ抹殺のための記憶的障害となる妹の七瀬を最後の意思で消し、本来の暗殺者の姿となった。
突進技の「肘激崩」は様々な技に派生する。
ガルダ (GARUDA)
声 - 狭川尚紀
髑髏の顔をした鎧武者のようなファイター。戦国時代から続く、死してなお戦いを求める武人の無念や執念が生んだ「鬼人」と呼ばれる存在。かつてハヤテの先祖により封じられていたが、豪者の波動により復活してしまい、それをハヤテが自らの体に封念していた。だが、カイリが放つ強者怨を吸収することで再び封念を破り復活してしまった。
腹部から牙を出す「襲牙」、回転しつつ飛び上がる「鬼斬」などの技を使う。
スカロマニア (SKULLO MANIA)
声 - 二又一成
髑髏模様のスーツを着た自称正義のヒーロー。正体はサラリーマンの「西小山 三郎（にしこやま さぶろう）」。再就職先で非常に充実したサラリーマン生活を送っていたが、自身の記憶の無いところでスカロマニアに変身していることに気付いて悩んでおり、それが新たな力を生み出している。
「スカロクラッシャー」「スカロダイブ」「スカロスライダー」など豊富な突進技を持つ。
ダラン・マイスター (DARUN MISTER)
声 - 長嶝高士
インド版レスリングであるインドラウトの王者。突然現れたインドラウト神のお告げに従い、プルムのボディガードを辞職して日本に向かうも、ガルダに襲われ瀕死となる。強氣に守られ一命をとりとめた彼は、再びガルダを倒すために立ち上がった。
コマンド投げの「ブラフマボム」や前進しつつ腕を振るうラリアットなどの技を使うレスラー。
アレン・スナイダー (ALLEN SNIDER)
声 - 横田大輔
星条旗柄の派手な道着を着た男。日本文化をこよなく愛するが、どこか勘違いしてしまっている。ガルダと対峙したこともあるのだが、ガルダの氣がアレンに触れることはなく何も起こらなかった。後にガルダの噂を聞いた彼は自分が退治しようと息巻いている。
飛び道具の「ソウルフォース」や対空ジャンプアッパーの「ライジングドラゴン」などの技を使う。
ドクトリン・ダーク (DOCTRINE DARK)
声 - 高木渉
心を失い、強さへの執念に取り憑かれた軍人。ガルダの強者怨に取り憑かれており、強氣の虜となった彼は強者の命を求めてさまよい続けている。
ブレードやワイヤー、爆弾などの武器を使って戦う。
ブレア・デイム (BLAIR DAME)
声 - 田辺留依
ファイターであると同時に大富豪の令嬢でもある青髪の女性。かつてのボディーガードであるジャックの行方を追っており、腕の良い探偵を雇い、彼の足取りを追ってアメリカに向かう。
「シュートキック」「ライトニングニー」「スライディングアロー」など豊富な蹴り技を持つ。
ジャック (JACK)
声 - 下山吉光
用心棒を生業とする男。ドンへの義を通すため、組織から抜けてアメリカの牧場で身を隠している。組織での弟分であったヴルカーノ・ロッソに探されていることに気付いており、組織からの追っ手の襲来を予感している。
ボクシングやサッカー、野球などスポーツの動きを取り入れたパワフルな攻撃が持ち味。
後期の『EX』シリーズ同様、商標権の関係で本作でも「ジャック」が正式名称になっている。
シャドウガイスト (SHADOWGEIST)
声 - トビー上原
髑髏のようなマスクをし、赤いマフラーを巻いた謎の男。死んだと思っていた娘が生きていたという情報を聞きアメリカに渡るが、諜報機関から娘の身の安全と引き換えに、未知のマイナスエネルギー発生の根絶を依頼される。
紗波音 (SANANE)
声 - 緒方恵美
フルネームは「鈴木 紗波音（すずき さなね）」。過去作に登場した「七瀬」と同じ技を使う本作オリジナルキャラクター。スポーツ万能な明るい女子大生。スポーツ薙刀で頭角を現しているが、薙刀を扱うことに時々デジャヴを覚えており、異種格闘技戦で出逢った一人の男性から何かを感じたことで自分の生い立ちに疑問を覚え始める。
担当声優は過去作に登場した「七瀬」と同じ緒方が担当している。
疾風 (HAYATE)
声 - 寺島拓篤
フルネームは「紙手 疾風（かみて はやて）」。過去作に登場した「ハヤテ」の魂の継承者で、そのことを自覚しているが普通の大学生として人生を送っている。自己流にアレンジしたスポーツチャンバラで無敵の強さを誇っていたが、異種格闘技戦で紗波音と対峙したことで自らの宿命を悟り、ガルダの封念を決意する。

### ダウンロードコンテンツキャラクター
ほくと (HOKUTO)
声 - 五十嵐由佳
訃が成長した時の名前である「ほくと」を名乗る謎の女性。白い鉢巻を巻いている。
PS4・ライト版のダウンロードコンテンツとして配信。通常版や他機種版では最初から含まれている。
ヴルカーノ・ロッソ（VULCANO ROSSO）
声 - 虎島貴明
実力で組織を脱退し、ナルシスト探偵として第二の人生を送っていた。大富豪の令嬢からの依頼でジャックがダーゲットと知り受ける。当初は断るつもりだったが、かつてジャックには組織時代にポーカーの貸し借りがある為、その依頼に応じる。
2018年9月6日より無料配信の追加キャラクターとして登場。
プルム・プルナ（PULLUM PURNA）
声 - 石田嘉代
父親が失踪後、名代として地域を統治する皇女。退屈な日常から抜け出す機会を狙っていた。自分のボディーガードであるダランがいなくなったことと、父親の失踪に関連する情報を得て、自ら2人の行方を探しに行くことを宣言する。
2018年9月6日より無料配信の追加キャラクターとして登場。
シャロン（SHARON）
声 - 木村涼香
自らの過去を捨て、恋人と平和に過ごすことを選んだが、諜報機関はその見返りに海外の諜報機関と協力し、謎のエネルギー調査を強要する。
2019年3月26日より無料配信の追加キャラクターとして登場。
テリー・ボガード（TERRY BOGARD）
声 - 近藤隆
ある朝、モーニングコーヒーを飲み外を出てみると、いつの間にか別の世界へ迷い込んでいたことに気付く。
2019年3月26日より有料配信の追加キャラクターにして、SNKの対戦格闘ゲーム『餓狼伝説』シリーズから参戦のゲストキャラクター。
エリア（AREA）
声 - 引坂理絵
天才発明家でありながら自身のセンスのなさに気付いていない。なぜ自分の発明品が評価されないのか、著名な天才学者バルバ・プルナのセンスを調査し始めるが、その際によくわからない娘（プルム・プルナ）に挑まれてしまう。
2019年7月17日より無料配信の追加キャラクターとして登場。

## その他
- 「訃」は開発中の初期バージョンでは過去の『ストEX』シリーズと同じ名前の「ほくと」として登場していた。しかし、2017年11月のプロモーションビデオで、ほくとの登場が巻き戻され、訃が登場する演出になり、2017年12月の体験版では訃として登場している。後に、ほくともダウンロードキャラクターとして登場する事が発表された。

## 開発
原型となるものはニンテンドー3DSが出た時に作っており、Wiiでも動かしていたが、諸事情でお蔵入りになっていた。数年が経過し、アンリアルエンジンの練習がてらプロトタイプをエイプリルフールの企画として発表することになり、西谷亮らスタッフのやる気が盛り上っていった。エイプリルフールの映像をYoutubeで流したところ反響があり、EVOでも大きな手ごたえがあり、開発が進行していく。西谷を師と仰ぐバンダイナムコエンターテインメントの原田勝弘の協力もあり、製品化が決定した。